# 亞歷山大 (喬治亞州)
亞歷山大（英語：Alexander）是位於美國喬治亞州伯克縣的一個非建制地區。該地的面積和人口皆未知。

## 地理
亞歷山大的座標為33°01′20″N 81°52′36″W / 33.02222°N 81.87667°W，而該地的平均海拔高度為89米（即292英尺）。